# Temnopteryx quadriglumis
Temnopteryx quadriglumis är en kackerlacksart som beskrevs av Karlis Princis 1963. Temnopteryx quadriglumis ingår i släktet Temnopteryx och familjen småkackerlackor. Inga underarter finns listade i Catalogue of Life.